# Obsjtina Tjuprene
Obsjtina Tjuprene (bulgariska: Община Чупрене) är en kommun i Bulgarien.   Den ligger i regionen Vidin, i den västra delen av landet, 100 km nordväst om huvudstaden Sofia. Antalet invånare är 585.
Obsjtina Tjuprene delas in i:
- Gorni Lom
- Dolni Lom
- Repljana

Följande samhällen finns i Obsjtina Tjuprene:
- Tjuprene

I omgivningarna runt Obsjtina Tjuprene växer i huvudsak lövfällande lövskog. Runt Obsjtina Tjuprene är det glesbefolkat, med 8 invånare per kvadratkilometer.